# Таркойтаёль (приток Белой Кедвы)
Таркойтаёль — река в России, протекает по Республике Коми. Устье реки находится в 75 км по левому берегу реки Белая Кедва. Длина реки составляет 18 км.

## Данные водного реестра
По данным государственного водного реестра России относится к Двинско-Печорскому бассейновому округу, водохозяйственный участок реки — Печора от впадения реки Уса до водомерного поста Усть-Цильма, речной подбассейн реки — Печора ниже впадения Усы. Речной бассейн реки — Печора.
Код объекта в государственном водном реестре — 03050300112103000077261.